# Санкт-Петербургское музыкальное училище имени Н. А. Римского-Корсакова
Санкт-Петербургское музыкальное училище имени Н. А. Римского-Корсакова (с 1936 по 1991 год — Музыкальное училище при Ленинградской консерватории) — музыкальное учебное заведение среднего профессионального образования в Санкт-Петербурге.
Училище ведёт свою историю от организованных в 1882 году Евгением Рапгофом музыкально-драматических курсов. С 1934 года входит в состав Ленинградской — Санкт-Петербургской консерватории.

## Известные выпускники
- Бандурин, Николай Юрьевич (эстрадный артист, куплетист)
- Бородина, Ольга Владимировна (оперная певица)
- Ботяров, Евгений Михайлович (композитор, заслуженный деятель искусств РФ)
- Вашуков, Михаил Юрьевич (эстрадный артист, куплетист)
- Дударова, Вероника Борисовна (дирижёр)
- Зима, Елизавета Корнеевна (актриса, певица, заслуженная артистка РФ)
- Кильчевский, Виталий Игнатьевич (оперный певец)
- Лисициан, Павел Герасимович (оперный певец)
- Нетребко, Анна Юрьевна (оперная певица)
- Петров, Андрей Павлович (композитор)
- Сенчина, Людмила Петровна (певица, народная артистка России)
- Сигле, Андрей Рейнгардтович (кинокомпозитор)
- Тищенко, Борис Иванович (композитор)
- Хиль, Эдуард Анатольевич (певец, народный артист России)
- Чирсков, Валерий Павлович (трубач)
- Шилова, Оксана Владимировна (оперная певица)